# Trung Hóa
Trung Hóa là một xã thuộc huyện Minh Hóa, tỉnh Quảng Bình, Việt Nam.

## Địa lý
Xã Trung Hóa nằm ở trung tâm huyện Minh Hóa, có vị trí địa lý:
- Phía nam giáp xã Thượng Hóa
- Phía tây giáp xã Hóa Sơn
- Phía tây bắc giáp xã Hóa Hợp
- Phía bắc giáp xã Xuân Hóa
- Phía đông bắc giáp xã Minh Hóa
- Phía đông nam giáp huyện Bố Trạch.

Xã Trung Hóa có diện tích 92,01 km², dân số năm 2019 là 4.708 người, mật độ dân số đạt 51 người/km².
Đây là một xã miền núi, kinh tế chủ yếu dựa vào nông lâm nghiệp.
Đường Trường Sơn chạy qua xã.
Trung Hóa có hồ Yên Phú, là nơi được Legendary Pictures chọn làm một điểm quay phim Kong: Đảo Đầu lâu vào tháng 2 năm 2016.

## Hành chính
Xã Trung Hóa được chia thành 6 thôn: Bình Minh, Bình Minh 1, Liêm Hóa, Thanh Liêm, Tiền Phong, Yên Phú.